# Reliant Astrodome
Il Reliant Astrodome, noto anche come Houston Astrodome o più semplicemente Astrodome, è un palazzetto dello sport della città di Houston (Texas), sede di vari incontri di baseball e football americano. 
Il 1º aprile 2001 ospitò la 17ª edizione di WrestleMania, evento in pay-per-view organizzato annualmente dalla federazione di wrestling della World Wrestling Entertainment (WWE); per l'occasione presenziarono all'arena quasi 68.000 spettatori.